# 費多里夫卡 (沙爾霍羅德區)
48°52′16″N 28°10′18″E / 48.87111°N 28.17167°E
費多里夫卡（烏克蘭語：Федорівка）是位於烏克蘭西南部文尼察州裏日梅林卡區的村莊，面積1.5平方公里，海拔高度241米，2001年人口798，人口密度每平方公里532.7人。